# Svante Pääbo
Svante Pääbo (Estocolmo, 20 de abril de 1955) é um biólogo sueco especializado em genética evolutiva. É um dos fundadores do campo da paleogenómica, tendo liderado a sequenciação do genoma do Neandertal.
É diretor do Departamento de Genética no Instituto Max Planck de Antropologia Evolutiva em Leipzig, Alemanha desde 1997.
Em 2022 foi laureado com o Prémio Nobel de Fisiologia ou Medicina "pelas suas descobertas sobre os genomas de hominídeos extintos e a evolução humana".

## Educação e infância
Pääbo nasceu em Estocolmo, e cresceu com a sua mãe, a química estoniana Karin Pääbo.
Seu pai, Sune Bergstrom, de quem Pääbo não foi muito próximo, também foi laureado com o Prêmio Nobel de Fisiologia ou Medicina em 1982.